# Ceratomia undulosa
Ceratomia undulosa là một loài bướm đêm thuộc họ Sphingidae. Nó được tìm thấy ở Hoa Kỳ, và miền nam Canada, phía đông của Dãy núi Rocky.
Recorded food plants of the larvae include Fraxinus possibly Quercus species.

## miêu tả

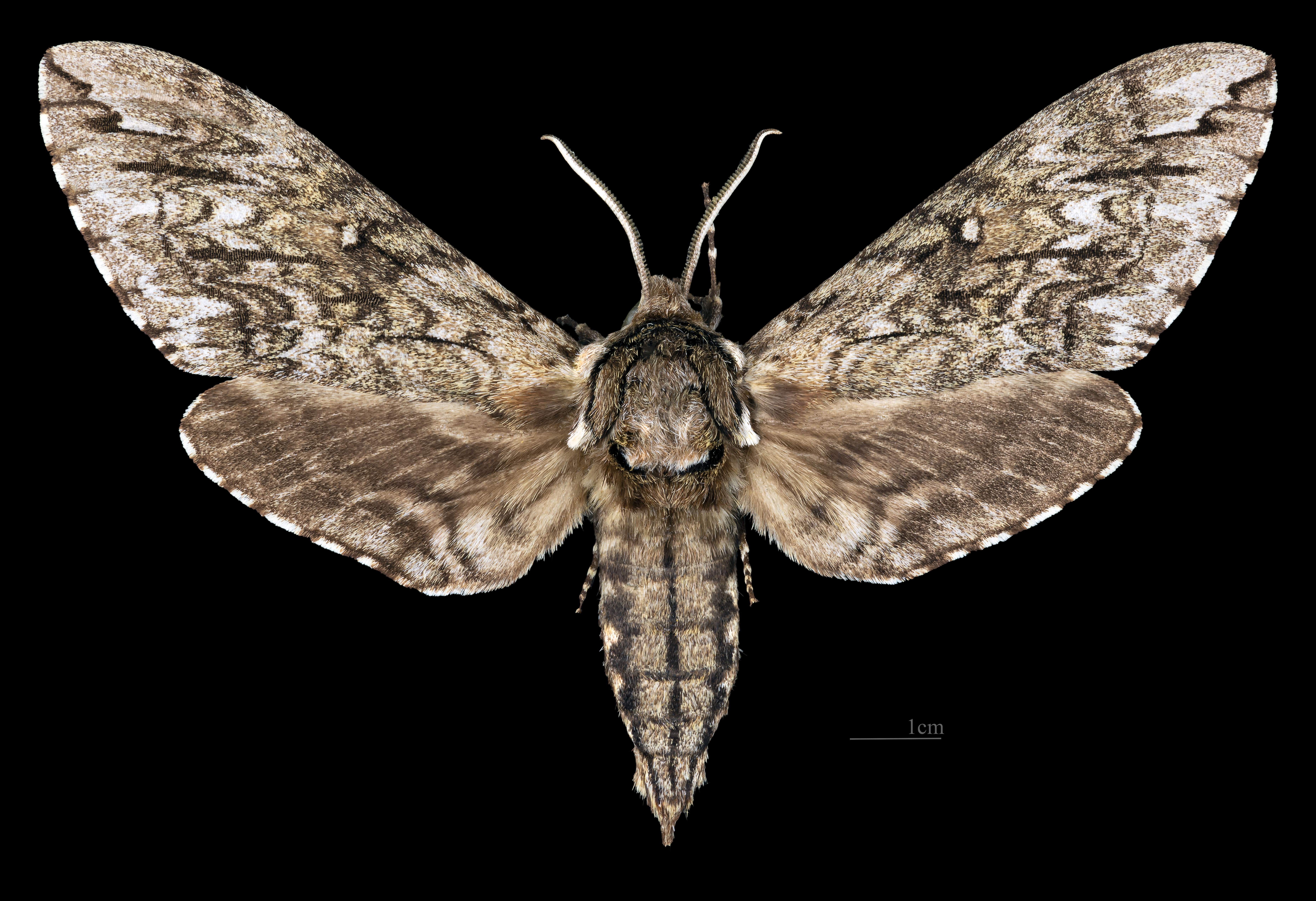
Ceratomia undulosa♂
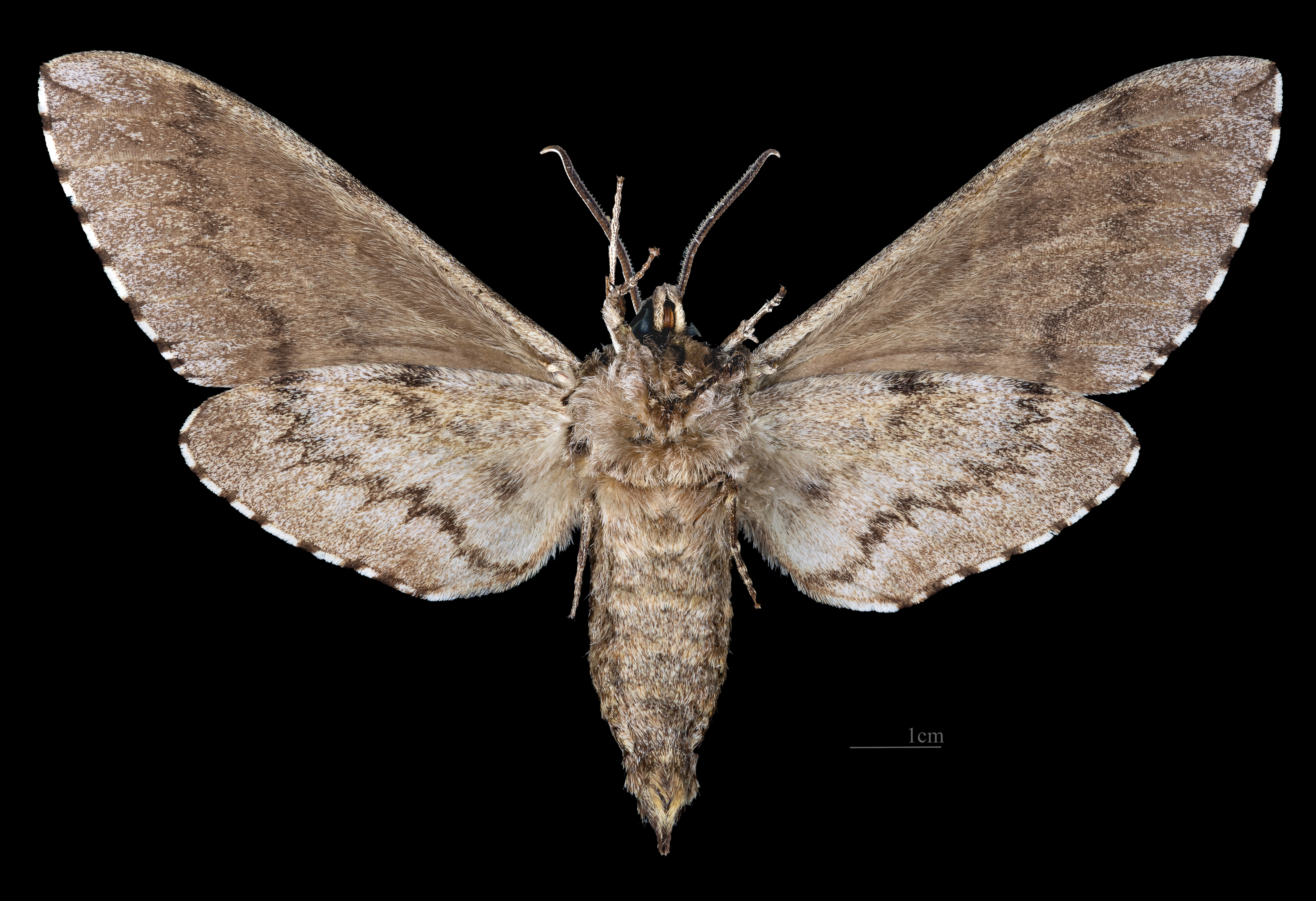
Ceratomia undulosa♂ △
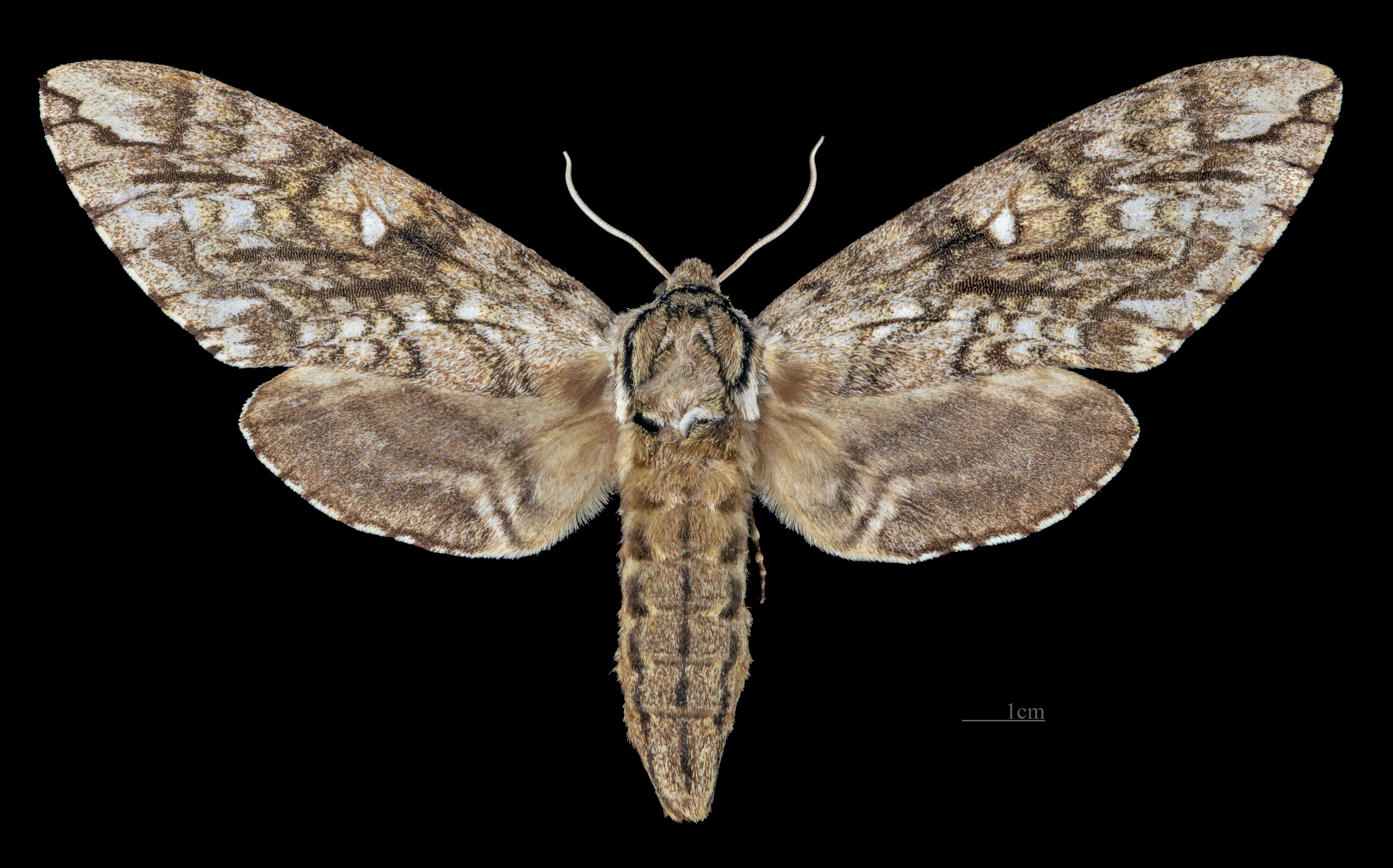
Ceratomia undulosa ♀
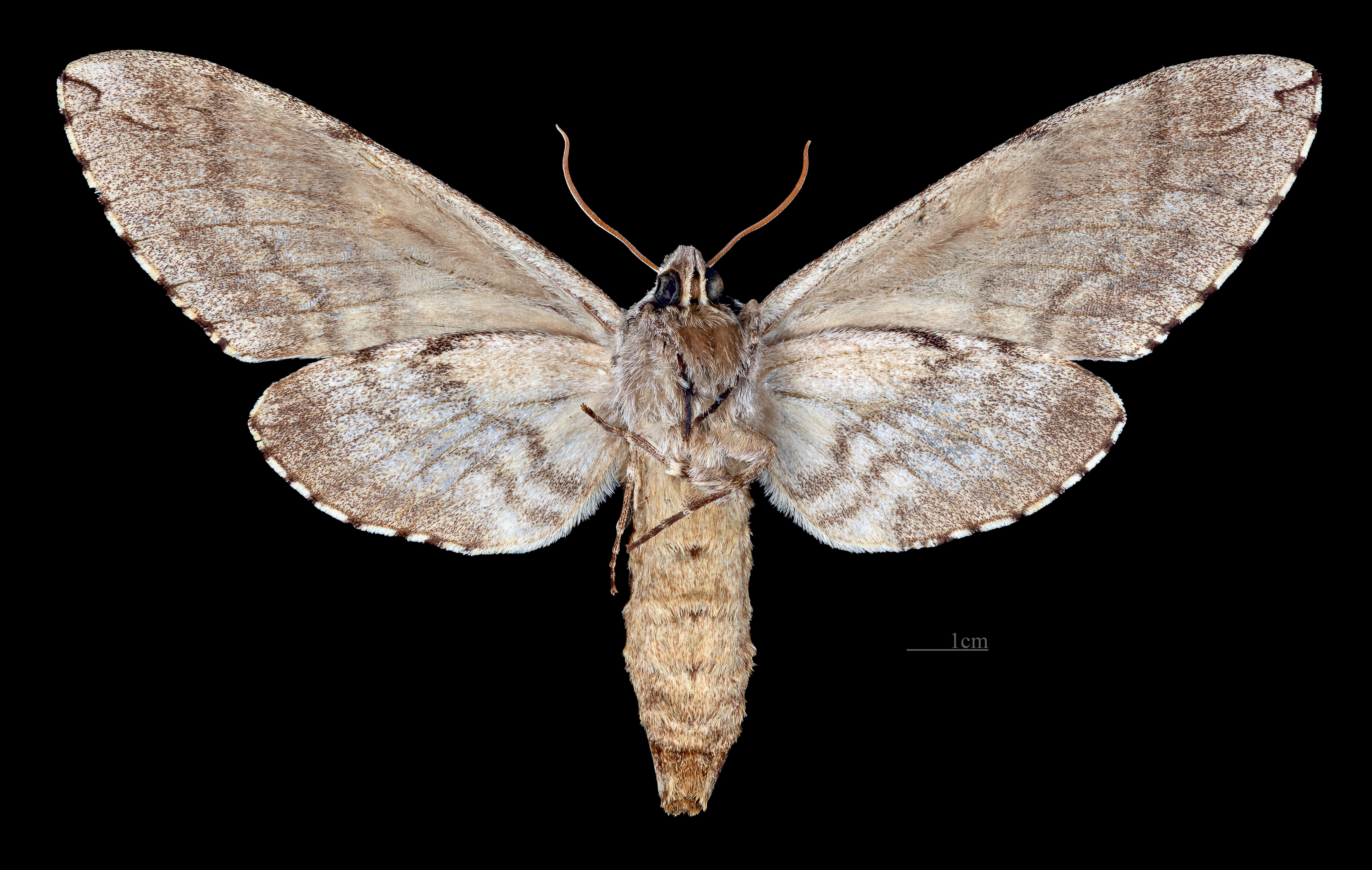
Ceratomia undulosa ♀ △
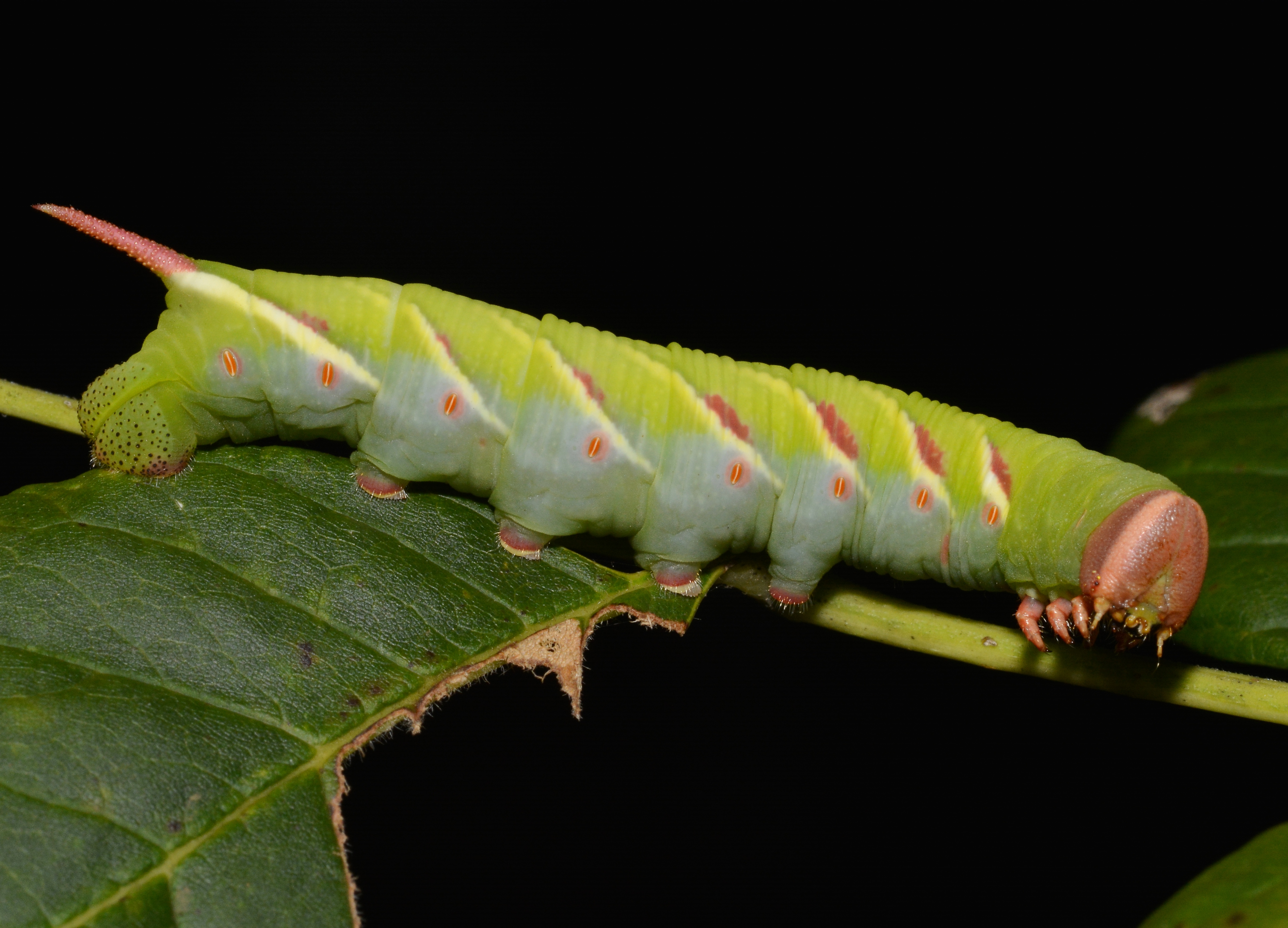
sâu bướm

## Phụ loài
- Ceratomia undulosa undulosa (từ đảo Prince Edward và Nova Scotia về phía tây đến phía đông Alberta và Maine đến Florida phía tây đến đông Great Plains và phía nam đến Florida, vịnh Mexico và Texas)
- Ceratomia undulosa polingi Clark, 1929 (Mexico)